# Полярная улица (Киев)
Полярная улица (укр. Полярна вулиця) — улица в Оболонском районе города Киева. Пролегает от площади Тараса Шевченко до пересечения улиц Богатырская и Героев Днепра, исторически сложившаяся местность (район) Минский массив, Приорка, Оболонь.
По названию улицы именуется остановка общественного транспорта (трамвай) по Автозаводской улице.
Примыкают улицы Автозаводская,  проспект Маршала Рокоссовского, Бережанская, Петра Калнышевского, Семьи Кульженко, Лебединская.

## История
Безымянная улица возникла в 1950-е годы. 5 июля 1955 года улица получила современное название, согласно Решению исполнительного комитета Киевского городского совета депутатов трудящихся № 857 «Про переименование улиц города Киева» («Про перейменування вулиць м. Києва»). В период 1970-1975 годы непарная сторона улицы (до примыкания Бережанской) была застроена многоэтажными домами — микрорайоны № 1 и 2.
Изначально улица пролегала от площади Тараса Шевченко до улицы Михаила Майорова. В 1986 году был построен путепровод и улица была продлена в восточном направлении на 1,44 км до Богатырской улицы, приобретя современные размеры и соединив Оболонь с Минским массивом. В период 1989-1990 годы на парной стороне улицы были построены 9-16-этажные дома микрорайона № 3 (после примыкания Бережанской).

## Застройка
Улица пролегает в юго-восточном направлении, затем (после примыкания улицы Петра Калнышевского) — восточном. Улица имеет по три ряда движения в обе стороны. В конце улица по путепроводу пересекает систему озёр Опечень — озёра Минское (Опечень-6) и Луговое (Опечень-5).
Полярная улица вместе с улицами Вышгородской, Сошенко, Пуща-Водицкой и Минским проспектом образовывает площадь Тараса Шевченко.
Парная (до примыкания улицы Семьи Кульженко) и непарная (до примыкания улицы Петра Калнышевского) стороны улицы заняты многоэтажной жилой (9-10-16-этажные дома, по одному 5- 18- 22-этажному дому) застройкой и учреждениями обслуживания (школы, детсады) Минского массива. Парная сторона начала улицы (до примыкания Бережанской) относится к местности Приорка. Далее по местности Оболонь парная и непарная стороны улицы заняты учреждениями обслуживания (торговые центры), промышленными и коммунальными (гаражи) предприятиями, складами и базами. 
Учреждения:
1. дом № 5 Б — детсад № 531
2. дом № 8 А — отделение связи № 201
3. дом № 8 В — школа № 285
4. дом № 10 — гаражно-строительный кооператив «Луч-2»
5. дом № 10 В — гаражно-строительный кооператив «Победа»
6. дом № 17 А — ТЦ «Леруа мерлен»
7. дом № 19 — гаражно-строительный кооператив «Полярный»
8. дом № 20 — завод «Аккорд» (промплощадка № 2 завода «Генератор»)
9. дом № 20 Д — ТЦ «Эпицентр»